# Henri Deloge
Henri Deloge (Saint-Mandé, Val-de-Marne, 21 de novembre de 1874 – Bourg-la-Reine, Hauts-de-Seine, 27 de desembre de 1961) fou un atleta francès que va córrer al tombant del segle XX i que era especialista en les curses de mitjana distància.
El 1900 va prendre part en els Jocs Olímpics de París, en què guanyà dues medalles de plata, una en la cursa dels 1500 metres, en quedar per darrere del britànic Charles Bennett; i una altra en els 5000 metres per equip, junt a Jacques Chastanié, André Castanet, Michel Champoudry i Gaston Ragueneau.
També va participar en la cursa dels 800 metres, en què acabà en quarta posició en la final, després que en semifinals guanyés la seva sèrie amb un temps de 2' 00.6".

## Millors marques
- 800 metres. 1' 59.0, el 1900
- 1500 metres. 4' 06.6", el 1900
- 5000 metres. desconegut[1]